# Microcalamus
Microcalamus és un gènere monotípic de plantes de la família de les poàcies. La seva única espècie és Microcalamus barbinodis Franch..
Fou descrit per Adrien René Franchet i publicat a Journal de Botanique (Morot) 3(17): 282, f. B. 1889. Es troba en zones tropicals de l'oest d'Àfrica.